# Phare de Bidston Hill
Le phare de Bidston Hill est un ancien phare situé dans la zone de Bidston Hill (en) sur la péninsule de Wirral, près de la banlieue de Birkenhead, dans le comté de Merseyside en Angleterre.
Il est maintenant protégé en tant que monument classé du Royaume-Uni de Grade II depuis décembre 1989.

## Histoire
La présence d'un phare sur Bidston Hill date de 1771. C'est le point le plus élevé de cette péninsule qui faisait partie de la succession de Lord Wyner et racheté par la ville de Birkenhead en 1894 pour être utilisé comme parc public. On peut aussi y voir un vieux moulin à vent (Bidston Windmill (en)), le vieil observatoire et le Proudman Oceanographic Laboratory (en).
Le phare actuel date de 1873. C'est une tour cylindrique en grès, avec galerie et lanterne, attenante à une maison de gardiennage. Elle a une hauteur de 21 mètres mais étant à plus de deux miles de la mer, la lanterne possédait un système optique conséquent avec un réflecteur parabolique, développé par William Hutchinson de Liverpool. Le réflecteur du phare avait presque 4 m de diamètre et la lampe consommait un gallon d'huile toutes les quatre heures (environ 4 litres). le phare fut opérationnel jusqu'au matin du 9 octobre 1913. Le phare de Bidston Hill et le phare de Leasowe ont ensemble formé une paire de feux directionnels permettant aux bateaux d'éviter les bancs de sable dans le chenal de Liverpool. C'est maintenant un lieu privé qui s'ouvre de temps en temps au public.
Identifiant : ARLHS : ENG-009 .
|                          |
| Le phare de Bidston Hill |

|                       |
| Le vieil observatoire |

|                  |
| Le moulin à vent |

### Lien connexe
- Liste des phares en Angleterre